# Hans Eberhard Friedrich
Hans Eberhard Friedrich (* 25. Juni 1907 in Greifswald; † 25. Dezember 1980 in Garding) war deutscher Schriftsteller, Journalist und Übersetzer.

## Leben
Er hatte in Marburg, Königsberg und Berlin Staatsrecht, Nationalökonomie und Geschichte studiert. Später arbeitete er u. a. für die Frankfurter Zeitung, die Deutsche Allgemeine Zeitung und war Autor bei den Weißen Blättern. Nach dem Krieg schrieb er für die Neue Zeitung in München und die Tageszeitung Die Welt. Von 1965 bis 1967 war er dort Feuilleton-Chef und von 1968 bis zu seinem Tod Vorsitzender des Vorstands der Axel-Springer-Stiftung.

## Schriften (Auswahl)
- Die Wirklichkeit des zwanzigsten Jahrhunderts. Fünf Briefe über die Wirkung des Christentums in der Geschichte. Berlin 1935
- Napoleon I. – Idee und Staat. Berlin 1936
- Tradition und neue Welt. Eine Rechenschaft im Umbruch der Zeit. Frundsberg Verlag, Berlin 1939 (Ein Verlagshaus das dem NSDAP-Politiker Franz Seldte gehörte)[5]
- Napoleons Englandkampf. Napoleon über Seekrieg und Kolonialpolitik Englands.  Zusammengestellt von Heinrich Conrad. Neu hrsg. von Hans Eberhard Friedrich. R. Lutz Nachf. O. Schramm, Stuttgart 1940
- Sternfahrten – Deutschland I: Der Norden und Berlin. Leske Verlag, Opladen 1969
- Sternfahrten – Deutschland II: Die Mitte: von Xanten nach Fulda. Leske Verlag, Opladen 1971
- Sternfahrten – Deutschland III: Die Mitte (II): Alt-Franken von Bonn bis Speyer. Leske Verlag, Opladen 1973